# Franc Kozel
Franc Kozel, slovenski policist in veteran vojne za Slovenijo, * 14. september 1947, Dolena, SR Slovenija, SFRJ.

## Odlikovanja in nagrade
Leta 2004 je prejel častni znak svobode Republike Slovenije z naslednjo utemeljitvijo: »za izjemne zasluge pri obrambi svobode in uveljavljanju suverenosti Republike Slovenije«.